# Hans Jaenke
Hans Jaenke (geboren vor 1937; gestorben nach 1969) war ein deutscher Sachbuch-Autor, der vor und nach dem Zweiten Weltkrieg insbesondere zum Brandschutz publizierte.
Als Regierungs-Bauinspektor a. K. im Reichsluftfahrtministerium verfasste er während des Luftkrieges im Oktober 1942 beispielsweise einen illustrierten Artikel zur Luftschutzhandspritze in der Zeitschrift Gasschutz und Luftschutz. Zeitschrift für den Gasschutz und Luftschutz der Zivilbevölkerung und für die militärische Gasabwehr.

## Schriften (Auswahl)
Vor und während des Zweiten Weltkrieges:
- Bau und Feuer. Eine Lehrschrift über Bauwesen, Brandverhütung, Brandbekämpfung (= Schriftenreihe für den Feuerwehrunterricht, Heft 3), herausgegeben vom Feuerwehrverband Schleswig-Holstein und von der Schleswig-Holsteinischen Landesbrandkasse, Neumünster: Wachholtz, 1937
- Karl Berg, Hans Jaenke: Elektrische Anlagen bei Bränden, Neumünster: Wachholtz, 1938
- Tiere in Brandnot (= Fachbuchreihe Deutscher Feuerschutz, Band 1), Berlin: Brunnen-Verlag Bischoff, 1940
- Räucherkammern. Bau, Einrichtungen, Betrieb und Feuerschutz (= Schriften der deutschen Fleisch-Zeitung, Heft 7), Berlin: Handwerker-Verlagshaus, 1942
- Die Luftschutzhandspritze, in Heinrich Paetsch, Gerhard Selle (Red.): Gasschutz und Luftschutz. Zeitschrift für den Gasschutz und Luftschutz der Zivilbevölkerung und für die militärische Gasabwehr. Mitteilungsblatt amtlicher Nachrichten, Jahrgang 12 (1942),  Berlin: Oktober 1942, S. 197–201; Digitalisat
- Die Luftschutzhandspritze. Wert, Entwicklung, Haupt- und Einzelteile, Bedienung, Lagerung und Pflege, Trage- und Einsatzweise, Pumpstörungen und ihre Beseitigung, Schlauchpflege (= Schriftenreihe des Reichsluftschutzbundes, Hef 1), mit Genehmigung des Reichministers der Luftfahrt und Oberbefehlshabers der Luftwaffe herausgegeben vom Präsidium des Reichsluftschutzbundes, Berlin; Wien: Erwin Müller, 1943
- Brand- und Luftschutz in Holzbaracken und ähnlichen Behelfsbauten (= Fachbuchreihe Deutscher Feuerschutz, Bd. 4), mit einem Geleitwort von Ministerial-Direktor Dr. Ing. Knipfer, Berlin: Brunnen-Verlag Bischoff, 1943
- Eric Schmitt, Hans Jaenke: Protiletecká ochrana na venkově (= Knihovna protileteckých příruček, Heft 4), Praha: Kuhn; Berlin-Wien: Erwin Müller, 1944
- Eric Schmitt, Hans Jaenke: Die Brandbekämpfung durch den Selbstschutz auf dem Lande (= Schriftenreihe des Reichsluftschutzbundes, Heft 5), Berlin: Erwin Müller, 1944
- Grossluftangriffe. Erfahrungen und Lehren für die Brandbekämpfg durch den Selbstschutz (= Schriftenreihe des Reichsluftschutzbundes, Heft 4), hrsg. vom Präsidium des Reichsluftschutzbundes, Berlin; Wien: Erwin Müller, 1944

in der Nachkriegszeit:
- Der kleine Bauzeichner für Feuerwehren und Polizei. Eine Anleitung zur zeichnerischen Darstellung für Brandberichte und Brandermittlung (= Brandschutz-Fachbuchreihe, Heft 2), Stuttgart; Köln: Kohlhammer, 1950
- Erkenntnisse aus Sturm-Schäden an neuzeitlichen Bauten,  	Kiel: Schleswig-Holstein. Landesbrandkasse, 1969